# Camponotus atriceps
Camponotus atriceps (лат.) — вид муравьёв рода кампонотус из подсемейства формицины (Formicidae, подрод Myrmothrix). Центральная и Южная Америка (от Мексики до Аргентины и Парагвая). Интродуцирован в Северную Америку (США).

## Описание
Крупные муравьи (более 1 см) желтовато-бурого (до чёрного) цвета. В качестве следового феромона выявлена кислота 6-butyl-tetrahydro-3,5-dimethylpyran-2Kt nerolic acid C11H20O2.
В гнёздах этих муравьёв (у подвида ранее известного как Camponotus abdominalis floridanus) идентифицированы разнообразные виды паразитов: Microdon fulgens, Myrmecophila pergandei, Atelurinae, Alachua floridensis и Obeza floridana. В Южной Флориде с муравьям ассоциирован таракан Myrmecoblatta wheeleri. Вид был сначала описан как Formica abdominalis Fabricius, 1804. Однако, так как это имя оказалось преоккупировано названием Formica abdominalis Latreille, 1802, то позднее было заменено на самый старший из младших синонимов, то есть на Formica atriceps, который был описан в 1858 году английским энтомологом Фредериком Смитом. В 1862 году вид перенесли в состав рода Camponotus и он стал называться Camponotus atriceps.
- Camponotus atriceps (Smith, 1858)
  - Подвид Camponotus atriceps atriceps (Smith, 1858)
  - Подвид Camponotus atriceps nocens Wheeler, 1911

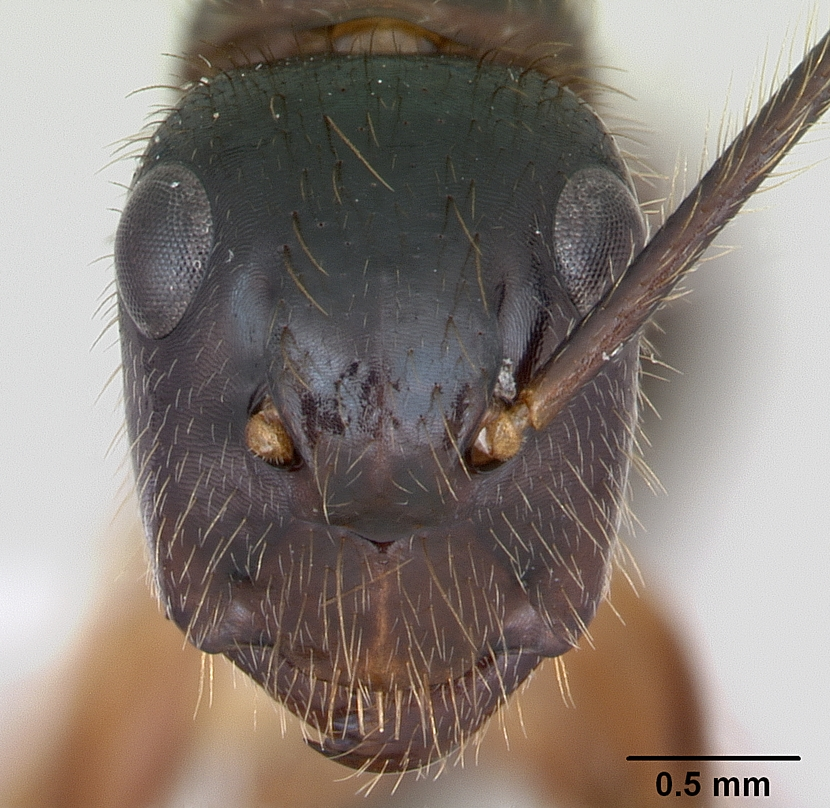
Голова рабочего
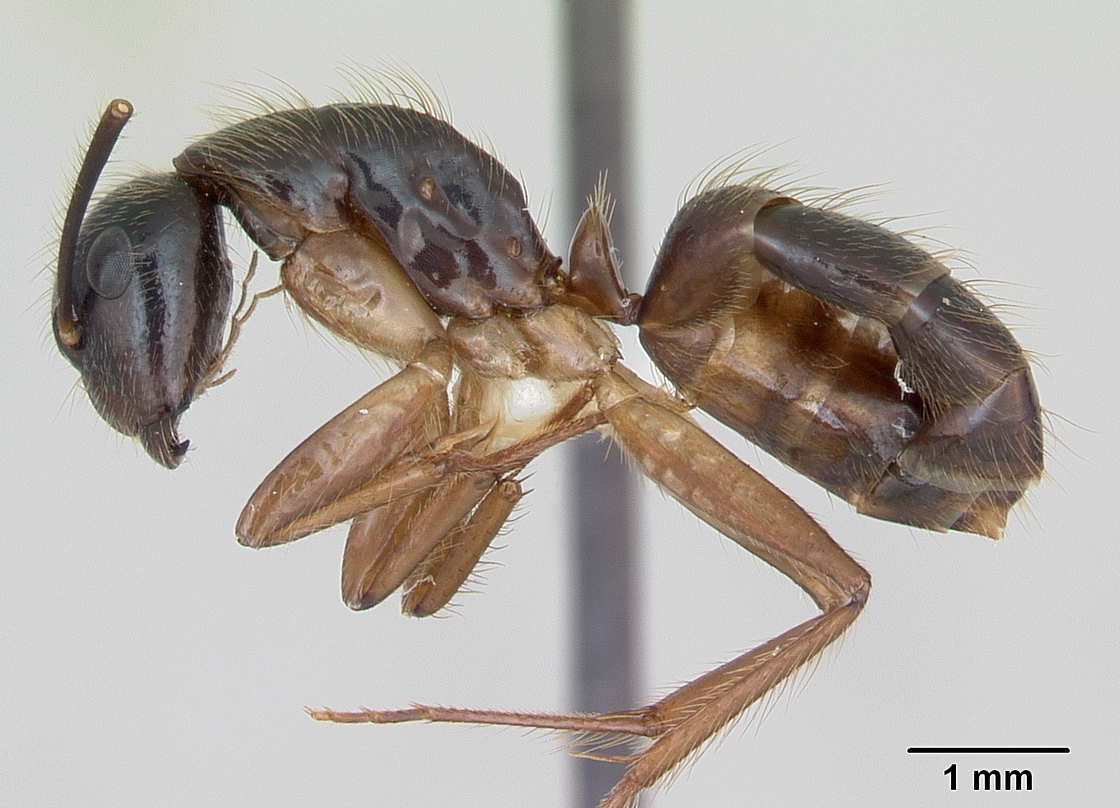
Вид рабочего в профиль
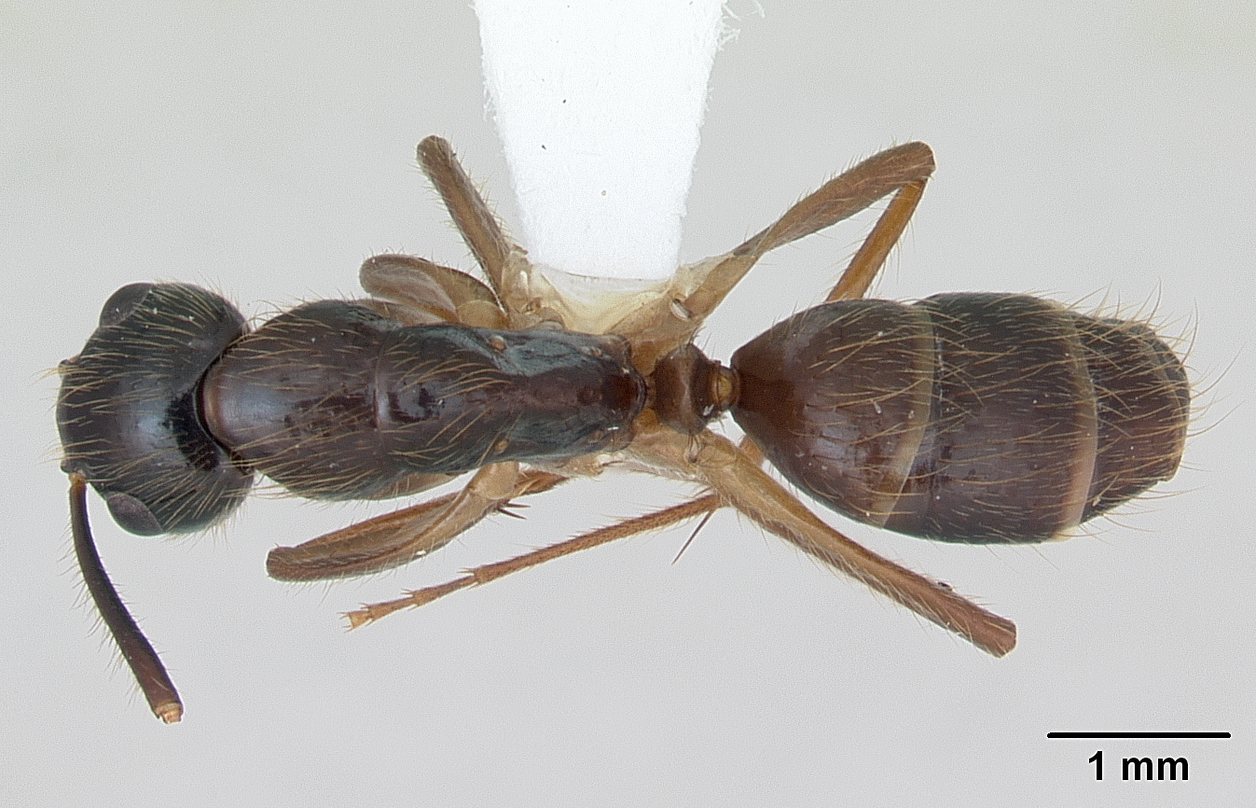
Вид рабочего сверху
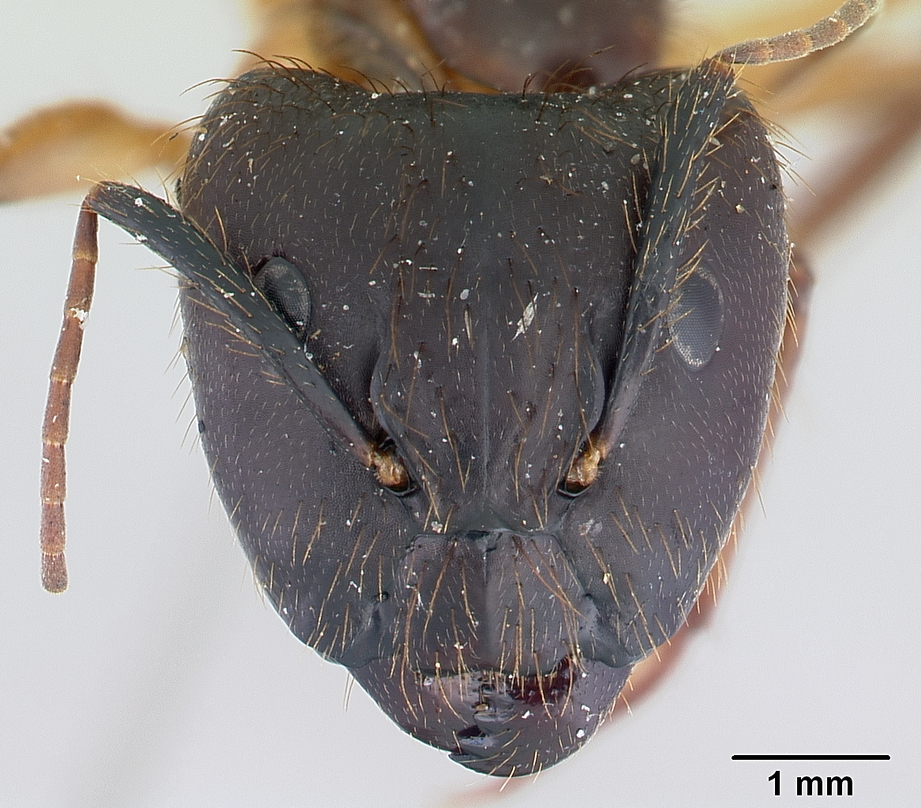
Голова
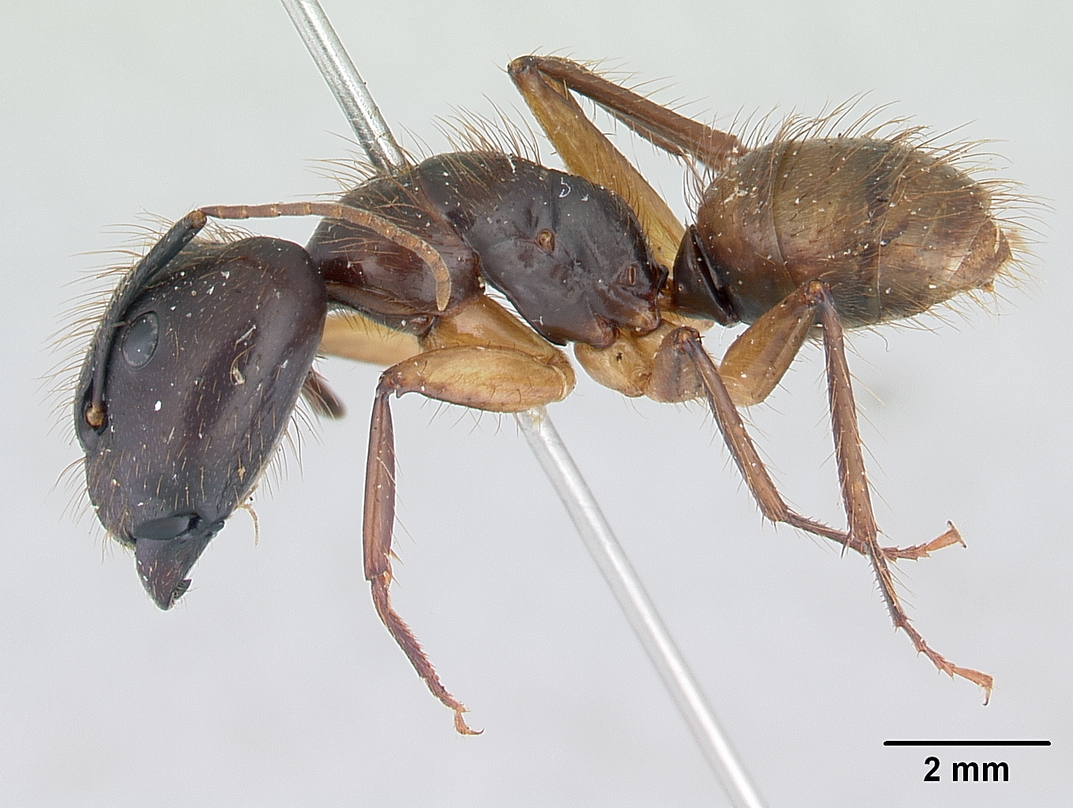
Вид в профиль
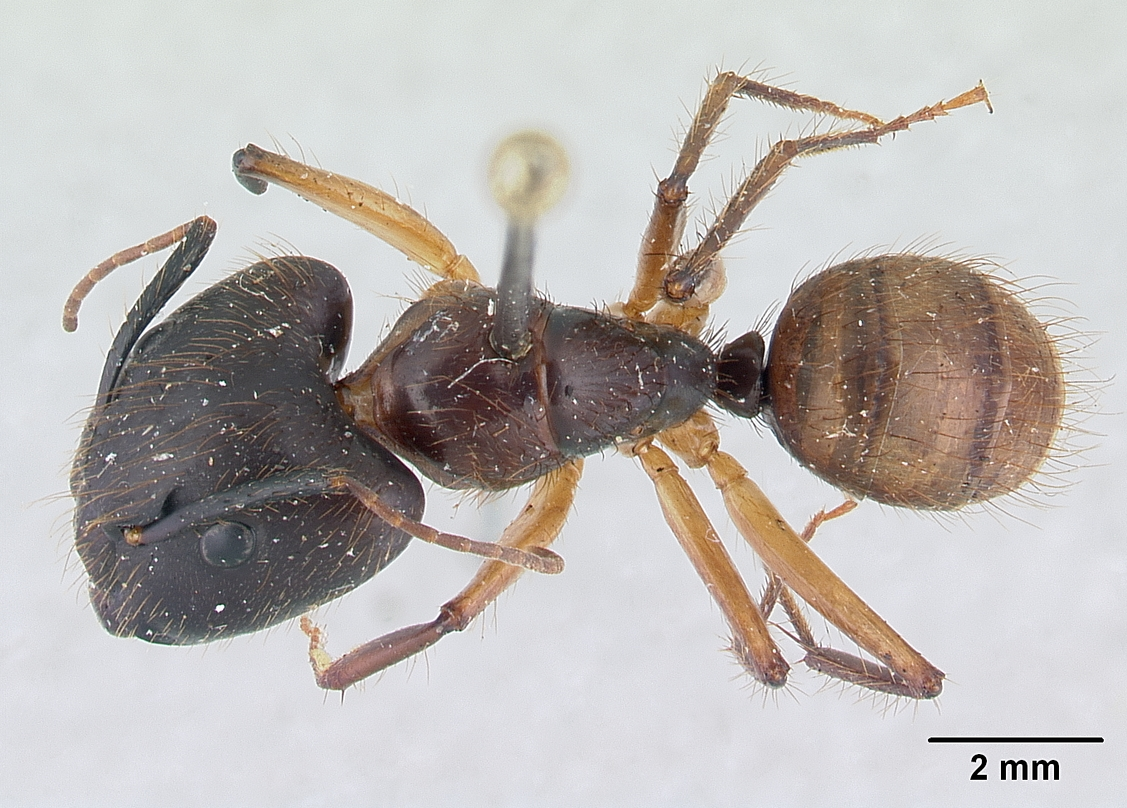
Вид сверху

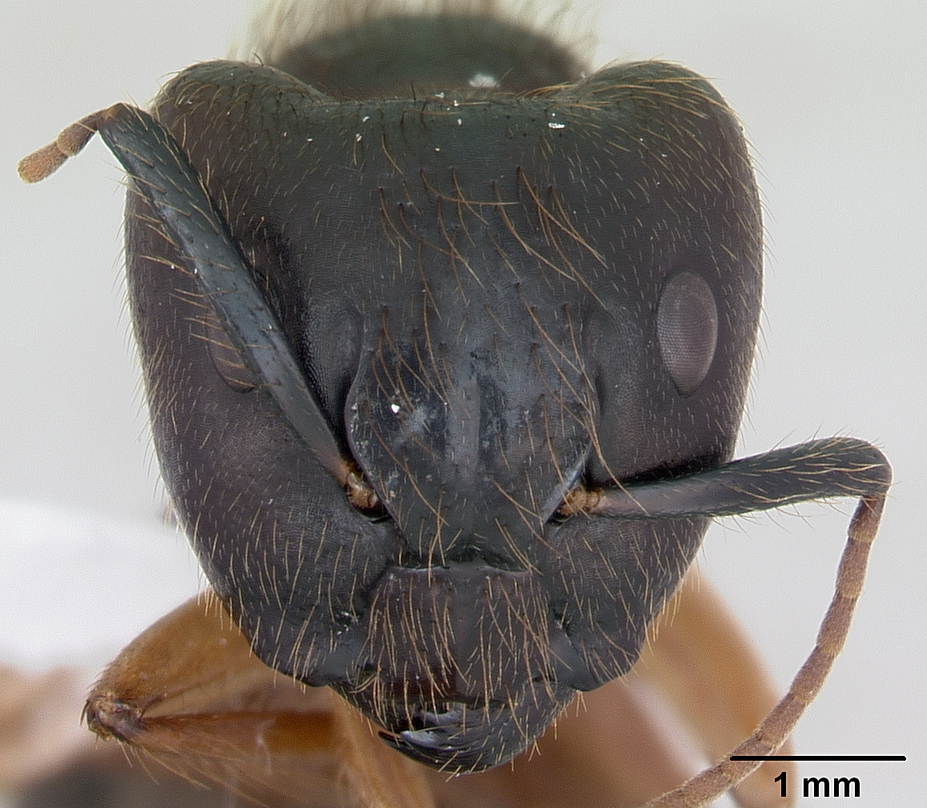
Голова солдата
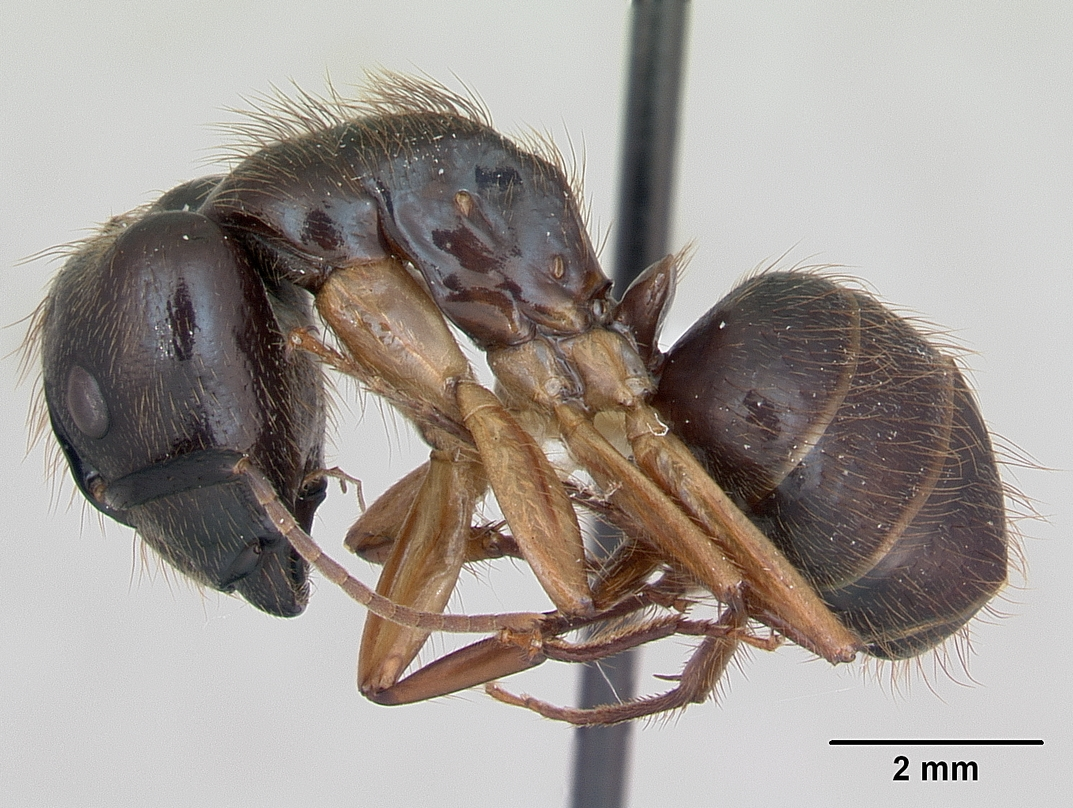
Вид солдата в профиль
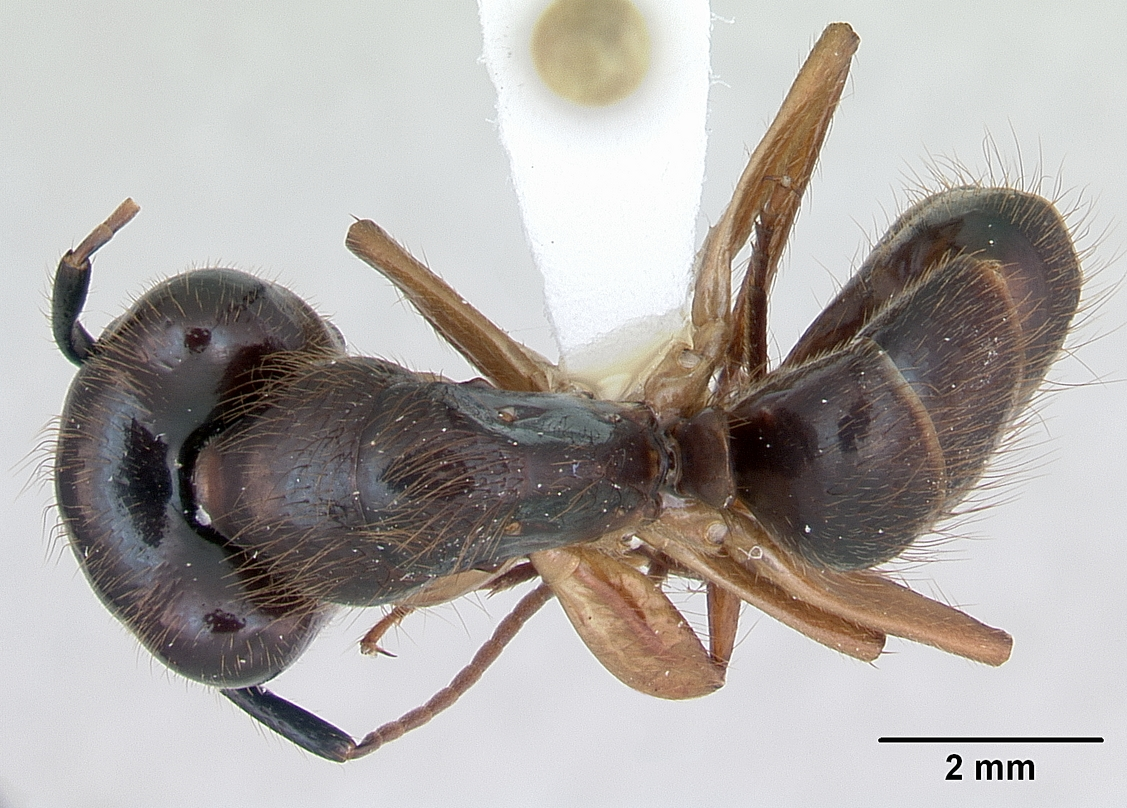
Вид солдата сверху